# أسكوربات البوتاسيوم
أسكوربات البوتاسيوم؛ هو مركب كيميائي صيغته الجزيئية KC6H7O6، وهو ملح البوتاسيوم لحمض الأسكوربيك (فيتامين ج). يُستخدم هذا المركب مضافًا غذائيًّا في الطعام، ورقم E الخاص به هو E303. توافق أستراليا ونيوزيلندا على استخدام أسكوربات البوتاسيوم مضافًا غذائيًّا، بالرغم من حظره في الولايات المتحدة الأمريكية وبريطانيا.
وفقاً لبعض الدراسات، فقد أظهر أسكوربات البوتاسيوم نشاطًا قويًّا مضادًا للأكسدة، وخصائصَ مضادة للأورام.